# Danghe Nanshan
Danghe Nanshan (kinesiska: 党河南山) är en bergskedja på nordöstra delen av Tibetanska högplatån. Bergskedjan ligger nordost om Tsaidambäckenet och den löper parallellt med Qilianbergen i norr.